# Naxi
|  | No s'ha de confondre amb pera Nashi. |

El naxi -pronunciat nɑ˩çi˧-, (també conegut com a nakhi, nasi, lomi, moso o mo-do) és una llengua tibetobirmana, un grup de llengües parlades per unes 310.000 persones concentrades a la ciutat de Lijiang, al districte autònom de Yulong Naxi (玉龙 纳西族 自治县) de la província de Yunnan, Xina. Nakhi és també la denominació del grup ètnic que la parla.

## Classificació
Hi ha almenys dos idiomes naxi: el naxi oriental (o naxi pròpiament dit) és força homogeni, mentre que el naxi occidental (o na) consta de diversos dialectes mútuament inintel·ligibles.
Es proposa comunament en els estudis xinesos que aquestes llengües es troben dins de les llengües lolobirmanes: per exemple, Ziwo Lama (2012) classifica el naxi com a part de la branca de llengües yi. No obstant això, Thurgood i La Polla (2003) afirmen que "la posició de naxi... encara no està clara malgrat molta especulació", i la deixa sense classificar en les tibetobirmanes. Guillaume Jacques Alexis i Michaud (2011) classifiquen el naxi dins del grup naic d'una proposada branca na-qiangic.
L'estructura sintàctica és similar a altres llengües tibetobirmanes parlades a Yunnan.

## Ús
Segons el cens xinès del 2000, 310.000 persones parlen nakhi, i 100.000 d'aquestes són monolingües. Aproximadament, 170.000 parlen xinès, tibetà, bai o anglès com a segona llengua. Gairebé tots els parlants viuen a Yunnan, però alguns estan al Tibet, i és possible que alguns visquin a Birmània.
L'idioma és parlat comunament per part dels nakhi en la vida quotidiana i la llengua té poc de perill d'extingir-se aviat, encara que l'alfabetització escrita continua sent-ne una rara habilitat. L'idioma es pot escriure en alfabet llatí i Sil·labari Geba, però poques vegades s'utilitzen en la vida quotidiana i poques persones són capaces de llegir el naxi.
Els tres dialectes més comuns són lijiang, lapao i lutien. El lijiang, que es parla a la part occidental del rang de la llengua, és el més uniforme dels tres i està fortament influenciat pel putonghua i altres dialectes de Yunnan, dels quals utilitza un gran nombre de manlleus de paraules del putonghua. Els dialectes orientals no presenten aquesta marcada característica del lijiang i presenten moltes diferències dialectals.

## Fonemes
L'alfabet que s'utilitza aquí és l'alfabet pinyin del 1957:

### Consonants
|                   | Labial    | Labiodental | Dental | Retroflexa | Alveolar-palatal | Palatal | Velar | Glotal |
| ----------------- | --------- | ----------- | ------ | ---------- | ---------------- | ------- | ----- | ------ |
| oclusiva sorda    | p b       |             | t d    |            |                  | c ?     | k g   | ʔ      |
| Aspirada oclusiva | pʰ p      |             | tʰ t   |            |                  | cʰ ?    | kʰ k  |        |
| oclusiva sonora   | b bb      |             | d dd   |            |                  | ɟ ?     | ɡ gg  |        |
| oclusiva prenasal | ᵐb nb     |             | ⁿd nd  |            |                  | ᶮɟ ?    | ᵑɡ mg |        |
| africada sorda    |           |             | ts z   | tʂ zh      | tɕ j             |         |       |        |
| Africada aspirada |           |             | tsʰ c  | tʂʰ ch     | tɕʰ q            |         |       |        |
| Africada sonora   |           |             | dz zz  | dʐ rh      | dʑ jj            |         |       |        |
| Africada prenasal |           |             | ⁿdz nz | ⁿdʐ nr     | ⁿdʑ nj           |         |       |        |
| fricativa sorda   |           | f           | s      | ʂ sh       | ɕ x              |         | x h   |        |
| fricativa sonora  |           | v           | z ss   | ʐ r        | ʑ y              |         | ɣ w   |        |
| Nasal             | m         |             | n      |            |                  | ɲ ni    | ŋ ng  |        |
| Lateral           |           |             | l      |            |                  |         |       |        |
| Vibrant           |           |             | r ?    |            |                  |         |       |        |
| Semivocal         | w u, ɥ iu |             |        |            |                  | j i     |       |        |

### Vocals
En el dialecte lijiang, hi ha nou vocals, a més de la sil·làbica /v̩/. Aquestes són: /i, e, æ, ɑ, y, ɨ, ə, o, u/. També hi ha un final /əɹ/, escrita er.

### Tons
N'hi ha quatre tons: alt nivell, de nivell mitjà i baix nivell (o caiguda) i, en poques paraules, de gran alçada. S'escriuen -l, -, -q, -f.